# Luigi Berlinguer
Luigi Berlinguer (ur. 25 lipca 1932 w Sassari, zm. 1 listopada 2023 w Sienie) – włoski polityk, wykładowca akademicki, były minister edukacji, eurodeputowany.

## Życiorys
Kuzyn Enrica Berlinguera, przywódcy Włoskiej Partii Komunistycznej, a także Giovanniego Berlinguera. Brat Sergia Berlinguera.
Ukończył w 1955 studia z zakresu prawoznawstwa na Uniwersytecie w Sassari. Zajął się pracą naukową na Uniwersytecie w Sienie. Pełnił na tej uczelni funkcje dziekana jednego z wydziałów, a w latach 1985–1994 był rektorem tego uniwersytetu. Od 1989 zajmował jednocześnie stanowisko sekretarza generalnego konferencji rektorów (Conferenza permanente dei rettori italiani). W swojej karierze akademickiej doszedł do stanowiska profesora. Opublikował kilkadziesiąt pozycji naukowych. Uhonorowany Legią Honorową V klasy.
Od połowy lat 50. należał do Partii Komunistycznej. W okresie 1963–1968 był z jej ramienia posłem do Izby Deputowanych IV kadencji z Sardynii. Ponownie w niższej izbie parlamentu zasiadał w latach 1994–2001 w XII (przewodniczył wówczas klubowi poselskiemu Progressisti-Federativo) i XIII kadencji. Od 28 kwietnia do 4 maja 1993 był ministrem szkolnictwa wyższego, badań naukowych i technologii w gabinecie Carla Azeglia Ciampiego. Od 17 maja 1996 do 25 kwietnia 2000 sprawował urząd ministra edukacji w rządach Romano Prodiego i Massima D’Alemy (z rekomendacji partii Demokratów Lewicy). W 2001 wybrano go do Senatu XV kadencji. Mandat złożył w 2002 w związku z powołaniem w skład jednego z konstytucyjnych organów doradczych (Consiglio Superiore della Magistratura).
W 2009 z listy Partii Demokratycznej został wybrany na posła do Parlamentu Europejskiego, w którym zasiadał do 2014.